# 鞍馬型巡洋戦艦
| 鞍馬型巡洋戦艦   | 鞍馬型巡洋戦艦 |
| ---------------- | --- |
| 竣工時の「鞍馬」 | |
| 艦級概観         | |
| 艦種             | 一等巡洋艦 → 巡洋戦艦 |
| 艦名             | 鞍馬、伊吹(山名) |
| 前級             | 筑波型 |
| 次級             | 金剛型 |
| 性能諸元         | |
| 排水量           | 常備：14,636トン 満載：15,595トン |
| 全長             | 137.16m |
| 全幅             | 22.98m |
| 吃水             | 7.97m |
| 機関             | 鞍馬：宮原式石炭・重油混焼大型水管缶28基 +直立型3段膨張式4気筒レシプロ機関2基2軸推進 伊吹：宮原式石炭・重油混焼小型水管缶18基 +カーチス式直結タービン2基2軸推進                                                              |
| 最大出力         | 鞍馬：22,500shp 伊吹：24,000shp |
| 最大速力         | 鞍馬：21.25ノット 伊吹：22.5ノット(計画）、21.16ノット(実際)) |
| 航続距離         | -ノット/-海里 |
| 燃料             | 石炭：600トン（常備）、1,868～2,000トン（満載） 重油：288トン |
| 乗員             | 844名 |
| 兵装             | 四一式 30.5cm（45口径）連装砲2基 4門 四一式 20.3cm（45口径）連装砲4基 8門 安式 12cm（40口径）単装速射砲14基 14門 安式 7.6cm（40口径）単装速射砲4基 4門 安式 7.6cm（25口径）単装速射砲4基 4門 45.7cm水中魚雷発射管単装3基 3門 |
| 装甲             | 舷側：203mm（水線面最厚部）、102mm（水線艦首尾部） 甲板：22mm（甲板水平部）、76mm（甲板傾斜部） 主砲塔：178mm（前盾） 主砲バーベット部：178mm（甲板上部）、127mm（甲板下部）） 司令塔：229mm（前盾）、203mm（側盾）          |

鞍馬型巡洋戦艦（くらまがたじゅんようせんかん）または、伊吹型（いぶきがた）は、大日本帝国海軍の巡洋戦艦。類別としての巡洋戦艦が1912年以前には存在せず、当初は一等巡洋艦（装甲巡洋艦）であった。

## 概要

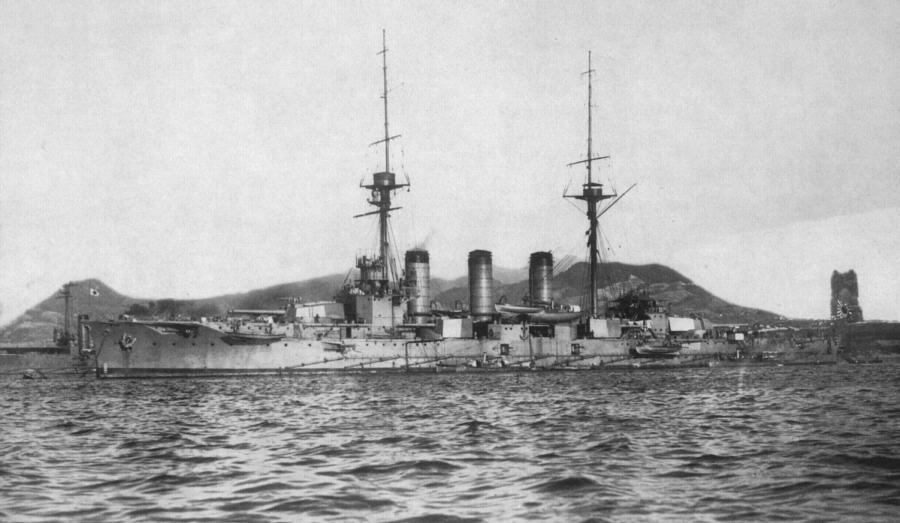
1914年に撮られた「伊吹」は1番艦よりも竣工が早かった。単脚の前後マストのために「鞍馬」と容易に区別がついた。主砲塔上に7.6cm速射砲が搭載されている。

本型は筑波型の改良型として準弩級戦艦「香取型」に匹敵する砲力（主砲は同一・中間砲の口径は小さいが門数は倍）を持つ高速艦・主力艦として「鞍馬」と「伊吹」の2艦が建造された。

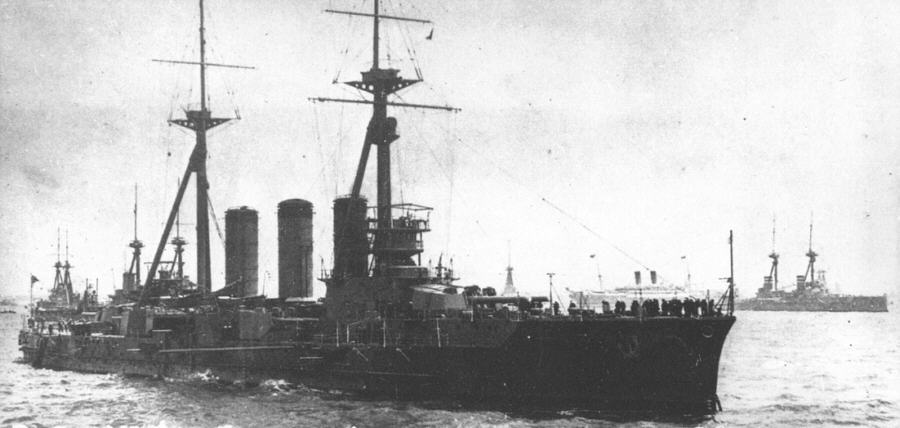
1911年のキング・ジョージ5世戴冠記念観艦式に参列した「鞍馬」。背後の新型弩級戦艦と同じく最新の三脚マストを採用した。

この2隻は性能比較艦として外観・仕様が異なっていた。鞍馬は、最後のレシプロエンジン搭載の主力艦である反面、当時最先端の三脚式の前後マストを採用した艦となった。一方、伊吹は先行して建造された戦艦「安芸」のタービン試験艦としてカーチス式直結タービンを搭載することが決まり、このため建造が急がれ、マストも従来艦と同じく単脚式のマストで外観は異なった。このために「鞍馬」よりも計画順・起工順では後であるが進水・就役は「伊吹」が先となった事で一部の書籍では「伊吹型」として紹介されている。
前述の通り当初は一等巡洋艦（装甲巡洋艦）、就役後の1912年8月に巡洋戦艦に類別されている。しかし、その水線部装甲の最大厚203mmは同時代の戦艦より若干薄い程度に過ぎず、実態としては準弩級高速戦艦であった。しかしながら革新性においてさらにその上を行くドレッドノート登場以後の就役となったこともあり、結果として旧式艦の烙印を押される存在になってしまった。

## 艦形について

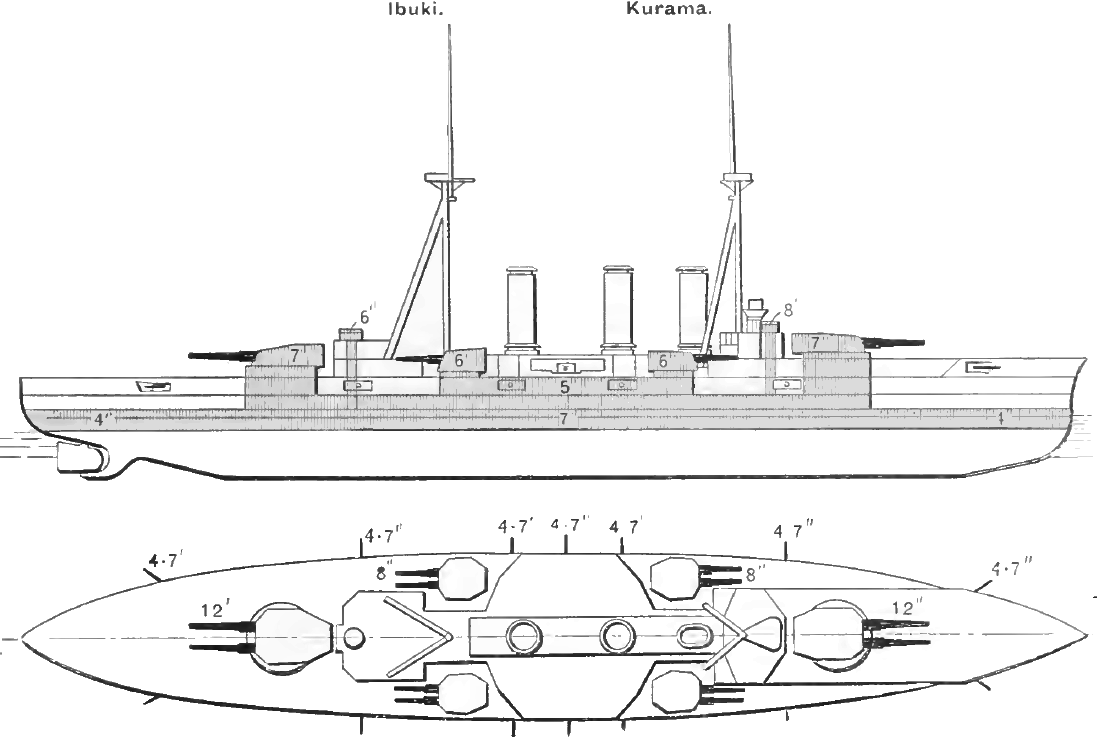
イラストは「鞍馬」の武装・装甲配置を示した図。

本型の船体形状は前型に引き続き艦首のみ乾舷の高い短船首楼型船体である。艦首から続く船首楼は舷側副砲塔の射界を得るために幅は狭い。その船首楼上に主砲の「四一式 30.5cm（45口径）砲」を収めたを連装砲塔に納めた1番主砲塔を1基配置した。司令塔を下部に組み込んだ操舵艦橋を基部として頂部に射撃方位盤を持つ前部三脚檣が立つ。その背後に3本煙突が立ち、舷側甲板上に「20.3cm（45口径）砲」を八角柱型の連装砲塔に収め、中央部構造物を挟んで片舷2基ずつ計4基を配置した。3番煙突の後方に前向きの後部三脚マストの下に後部司令塔が立ち、後部甲板上に2番主砲塔が後向きに1基配置した。他に対水雷用の12cm速射砲を船体中央部に防楯の付いた単装砲架で1基、艦首側に1基、舷側部に舷側ケースメイト配置で4基ずつ、艦尾に1基ずつの片舷7基の計14基を配置した。

## 主砲について
主砲は「伊吹」がアームストロング社製で、「鞍馬」はそれをコピーした「四一式 30.5ｃｍ（45口径）砲」を採用した。その性能は重量386kgの砲弾を最大仰角15度で射程18,300mまで砲弾を届かせる能力を持っていた。これを新設計の連装式主砲塔に収めた。砲塔の旋回は首尾線方向を0度として射界は150度で、砲身の俯仰角度は仰角15度・俯角5度で毎分1発で発射できた。

### 副砲、その他の備砲について
副砲は「四一式 20.3cm（45口径）砲」を採用した。その性能は113.4kgの砲弾を最大仰角30度で射程18,000mまで砲弾を届かせる能力を持っていた。砲塔の俯仰角度は仰角30度・俯角5度であったが、露天ならば300度の旋回角度があったが本型は上部構造物により射界に制限があった。砲身の上下・旋回・装填には主に水圧で補助に人力を必要とした。発射速度は毎分2発である。
他に対水雷艇砲として「安式 12cm（40口径）速射砲」を採用した。その性能は20.4kgの砲弾を最大仰角20度で最大射程9,050mまで砲弾を届かせる能力を持っていた。砲身の俯仰角度は仰角20度・俯角3度で、旋回角度は舷側配置で150度であった。砲身の上下・旋回・装填には人力を必要とした。発射速度は毎分5～6発である。更に近接戦闘用に「安式 7.6cm（40口径）速射砲」を甲板上に4基「安式 7.6cm（25口径）速射砲」を単装砲架で4基を装備した。更に主砲でも相手にならない相手への対処として45cm魚雷発射管を水面部に単装で3門を装備した。

## 機関について

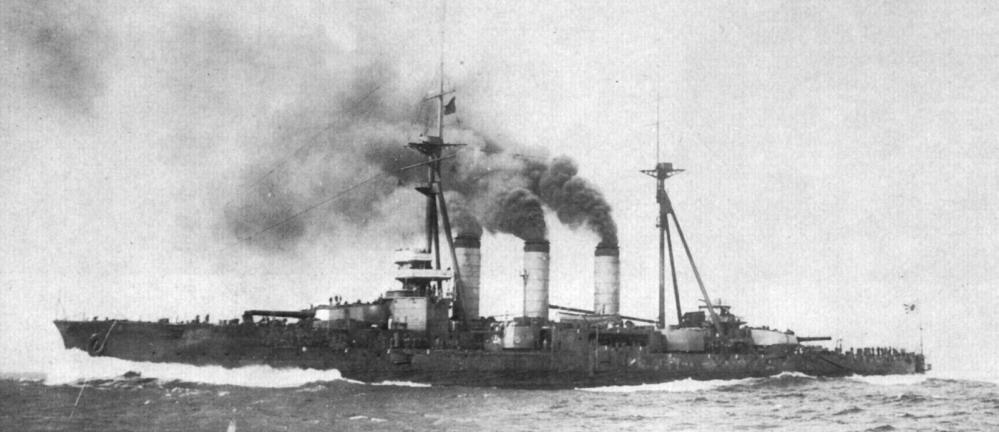
機関公試時の「鞍馬」。

本型のボイラーの形式は宮原式石炭・重油混焼型水管缶であったが、推進機関に三段膨脹式四気筒レシプロ機関2基を搭載する「鞍馬」は小容量ボイラーを28基をボイラー室3室に搭載したことにより煙突は細身の三本煙突となった。

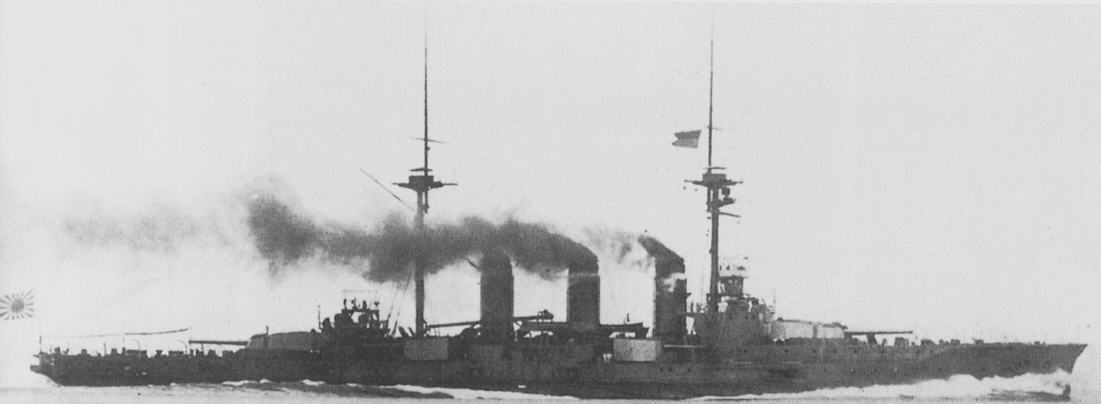
機関公試時の「伊吹」。

一方、カーチス式直結タービン2基2軸推進を採用した「伊吹」は大容量ボイラー18基を搭載したことにより「鞍馬」よりも背が低くて太い三本煙突となり両艦の識別点となった。

## 防御
本型の舷側装甲は水線部装甲は主砲弾薬庫と機関部の側面はクルップ鋼板で最厚部203mmと、装甲巡洋艦としては列強の同種艦では他に類を見ない最厚に値する防御を誇っており、主砲塔から艦首と艦尾部は102mm装甲で奢られた。その反面、主甲板防御は水平部25mmと傾斜部76mmで自艦の主砲に耐える防御は与えられていなかった（もっとも当時は、戦艦ですら水平防御はおざなりであった）。他に主砲塔前盾が178mm、司令塔は229mmと厚かった。

## 艦歴

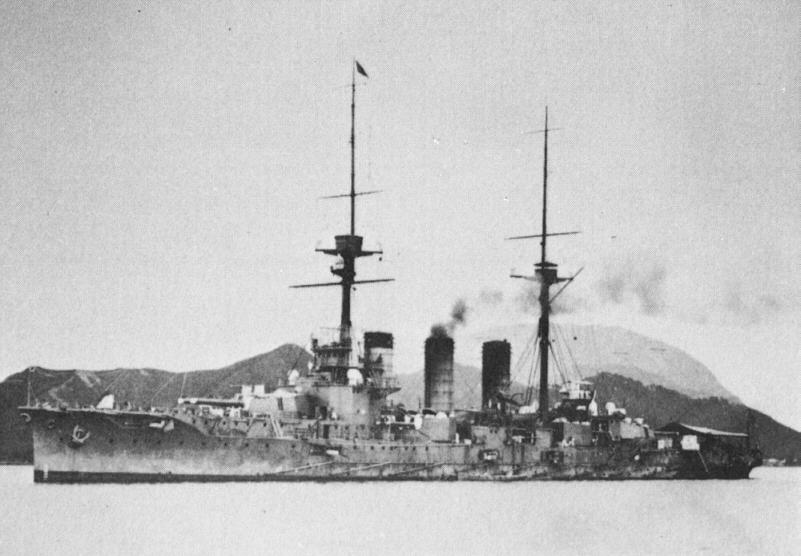
1914年に撮られた「伊吹」。

本型は、第一次世界大戦とシベリア出兵に用いられたが、ワシントン海軍軍縮条約により1923年から翌年にかけて解体され、このうち「伊吹」の主砲塔2基は陸軍クレーン船「蜻州丸（せいしゅうまる）」により青森県津軽大間第一砲台と豊予海峡豊予要塞鶴見崎砲台へ運搬され、現地で要塞砲として活用された。「鞍馬」の副砲塔2基は房総半島大房崎砲台に運搬されて要塞砲として活用された。

## 同型艦
- 鞍馬
- 伊吹